# Róża Czacka
 (juillet 2022).
Róża Czacka, en religion Mère Elisabeth (Bila Tserkva, 22 octobre 1876 - Laski, 15 mai 1961), est une comtesse polonaise, fondatrice des Franciscaines servantes de la Croix, pour le service des aveugles. Elle est vénérée comme bienheureuse par l'Église catholique, et fêtée le 19 mai.

## Biographie

### Enfance
Rose Czacka vient au monde le 22 octobre 1876, dans la localité de Biała Cerkiew (Ukraine). Elle est la fille de Feliks et Sophie, née Ledóchowski. La famille Czacki, noblesse dotée d’armoiries, est originaire de Silésie. Sa renommée est due à ses éminents représentants, dont le cardinal Włodzimierz Czacki, secrétaire et ami du pape Pie XI et conseillé de Léon XIII. Le père de Rose est le petit-fils de Tadeusz Czacki, fondateur du célèbre Lycée de Krzemieniec, membre de la Commission Nationale de l’Éducation, coauteur de la « Constitution du 3 mai » et cofondateur de la « Société varsovienne des amis des sciences ». Par sa mère, Rose est affiliée aux Ledochowski, et donc au cardinal Mieczysław Ledóchowski. Rose a six frères et sœurs.
Les parents de Rose donnent à leurs enfants une éducation exemplaire. Ainsi, Rose accomplit sa scolarité à domicile et les cours qu’elle suit sont d’un niveau fort élevé. À part les connaissances se rapportant aux matières principales, elle apprend les langues vivantes: le français, l’anglais, l’allemand et le russe. Elle possède un sens aigu des notions musicales. Ses activités englobent le chant, la danse et le piano. Elle apprend l’équitation. Au début, c’est sa mère qui assume sa formation, et, en grandissant, ses parents font appel à des enseignantes particulières. La famille Czacki est suffisamment aisée pour se permettre de choisir les professeurs et les programmes éducatifs. Les parents exigent de leurs enfants une grande autonomie et un sens poussé de l'autodiscipline. On leur inculque tout particulièrement des traits des qualités telles que l’humilité et le respect de la dignité d’autrui, de ceux surtout dont le statut social est inférieur. Sa mère lui prodigue une éducation austère et ne lui exprime que peu d’affection.

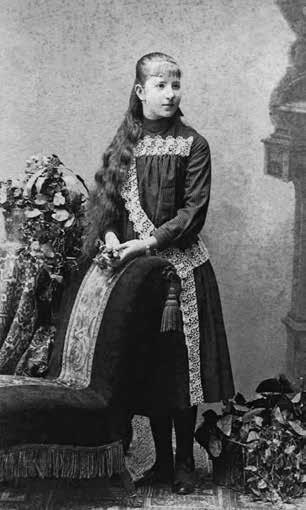
Roza Czacka à 16 ans

Dès son plus jeune âge, Rose a des problèmes de santé. Une des épreuves majeures est sa maladie des yeux, due à l’hérédité. S’y ajoutent les souffrances de l’entourage, dues à une constante progression de la cécité. Aussi bien à la maison qu’à l’extérieur, ses parents font tout pour ne pas aborder le sujet du handicap. Ils ostracisent la question tout en sachant à quel point la maladie complique le quotidien de Rose. La future fondatrice des œuvres pour non-voyants trouve appui dans sa grand-mère du côté paternel, Pelagia Czacka, née Sapieha. C’est elle qui lui fait apprendre par cœur quantité de textes utiles, dont « L’imitation de Jésus Christ », et lui inculque le réflexe de mettre au bon endroit les objets qui l’entourent, pour les retrouver par la suite. Elle prend soin de son éducation religieuse et approfondit la vie spirituelle de sa petite-fille.

### Perte de la vue

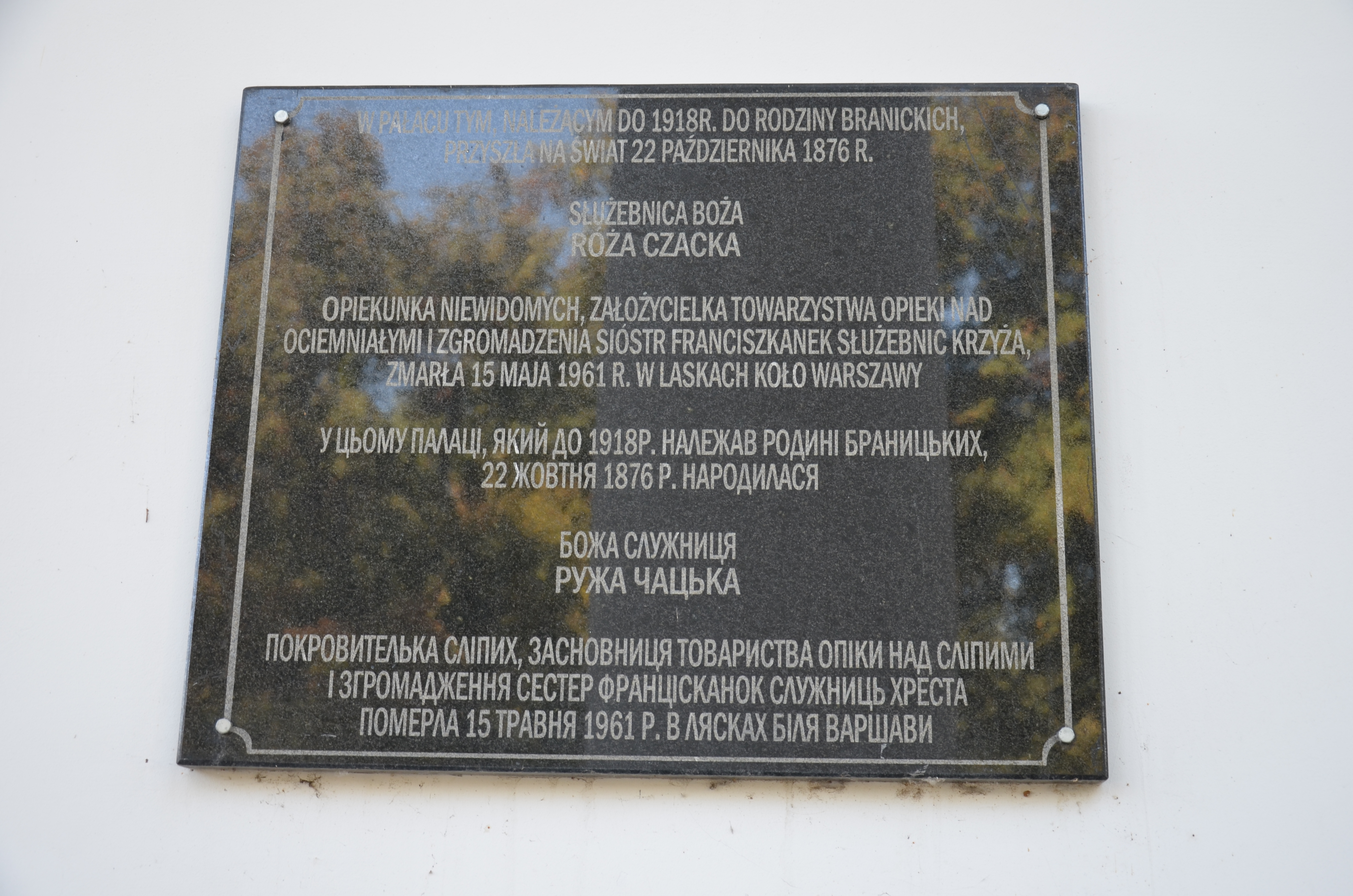
Plaque hommage en sa ville natale.

L’année 1889 est pour Rose décisive. Sa cécité devient totale, à la suite d'une chute de cheval ; la rétine des yeux se décolle. À l’âge de vingt-deux ans, elle devient entièrement aveugle. Malgré cette tragédie, Rose est devenue plus libre, abandonnant tous les artifices cachant son infirmité.
Toutefois, les parents de Rose ne lésinent pas sur les moyens pour que leur fille retrouve la vue. S’ensuivent de nombreux voyages à l’étranger pour consulter des médecins et oculistes de renom, efforts qui s’avèreront vains. Cependant, la visite chez le docteur et oculiste, Bolesław Gepner, change le cours de sa vie. Le médecin lui annonce : « Faites en sorte qu’on ne vous oblige plus à aller de consultation en consultation chez des spécialistes à l’étranger. Il n’y a rien à faire dans votre cas ; l’état de la vue est sans appel. Occupez-vous plutôt du sort des 18 mille aveugles, dont en Pologne personne ne prend soin ». Le médecin l’encourage à accepter son infirmité comme une mission, une vocation de toute une vie pour aider à s’organiser les non-voyants, la plupart vivant dans une situation matérielle déplorable.
Son engagement envers les non-voyants commence par des actions de bienfaisance. Elle rend visite aux patients des cliniques ophtalmologiques, prend contact avec les médecins qui pourraient améliorer les traitements, organise des levées de fonds près de l’Église Sainte-Croix à Varsovie. Sa mère la soutient dans ses activités philanthropiques et lui témoigne une affection accrue. Rose se rend compte que ses actions ne peuvent pas se borner à des démarches occasionnelles et caritatives. Elle part donc pour l’Europe occidentale afin d’apprendre comment est organisée l’assistance pour personnes non-voyantes.

### Fondation

#### Maturation du projet
Après son retour à Varsovie, en 1910, elle ouvre, rue Dzielna, un dispensaire pour jeunes filles non-voyantes, organisme qu’elle entretient de ses propres fonds. Rose apprend l’alphabet Braille. Des hommes rejoignent ses cours d’apprentissage. Les activités de ce petit centre prennent vite de l’ampleur. En 1911, on le transforme en Association pour les non-voyants, dont le statut est légalisé la même année par les autorités russes. L’Association gère des établissements éducatifs et d’assistance sociale pour non-voyants: une école primaire - avec le polonais comme langue principale -, un atelier de vannerie pour garçons et filles, une école maternelle pour les petits enfants et un asile pour femmes âgées. En 1912, Rose instaure le patronage, c’est-à-dire une assistance officielle pour les non-voyants. Elle initie le projet visant à recopier les livres en alphabet Braille. En 1913, elle ouvre la première bibliothèque pour non-voyants. Vu l’ampleur des activités de l’Association, celle-ci déménage dans un local plus ample situé rue Złota.
Rose a sa propre conception d’aide aux personnes non-voyantes. Elle s’inspire des solutions qui ont fait leurs preuves dans d’autres pays. Elle collabore avec le typhlologue français Maurice de La Sizeranne. L’une des sources de souffrance des non-voyants est, selon Rose, non seulement leur handicap, mais des préjugés sociaux, affirmant que ces derniers sont des handicapés mentaux ou physiques. Selon son opinion, soustraire les non-voyants aux tâches quotidiennes et les isoler, est une grave erreur. De tels agissements provoquent chez eux des attitudes de résignation, régression, aigreur et solitude. Elle essaye de combattre les stéréotypes par l’éducation, montrant, par son propre exemple, ce qu’est une vie active. Élaborant des descriptifs, divers appels et mémorandums adressés aux représentants du pouvoir, elle accomplit un travail de vulgarisation visant à faire comprendre le statut des non-voyants. Son but, en tant qu’organisatrice principale des œuvres étant à leur service, est de leur permettre d’être au maximum autonome et de fonctionner dans la société comme une personne ayant sa propre dignité et sachant être utile. C’est ce genre de travail que Rose veut entreprendre et ceci dès l’éducation dans les garderies. Voici ce qu’elle écrit : « Toute la formation d’un petit enfant est une construction indispensable pour assurer une éducation généraliste, doublée d’aptitudes professionnelles et d’une attitude envers la vie qui génère un maximum d’ingéniosité et d’indépendance ». Pour ce qui est de l’apprentissage professionnel des personnes atteintes de cécité, elle les emprunte d’Angleterre et d’Irlande, où ces méthodes sont appliquées avec succès.
L’œuvre ainsi commencée est malheureusement interrompue par la Première Guerre mondiale. L’établissement, faute de produits alimentaires et de première nécessité, est en difficulté. L’Association doit restreindre ses activités. Rose se rend - juste avant la guerre - dans la région de Wołyn. Vu les hostilités, elle s’établit à Żytomierz, capitale du diocèse de Łuck et Żytomierz, où elle se réfugie avec les Polonais arrivant des confins est de l’ancienne Pologne. Au départ, elle habite chez les religieuses du Tiers-Ordre franciscain. Son ardent désir est de fonder sa propre congrégation religieuse, une communauté qui aurait comme trait principal d’être au service des aveugles. Sous la direction de son confesseur, l’abbé Władysław Krawiecki, enseignant au séminaire de Żytomierz, elle suit un noviciat personnalisé. Elle prononce sa profession religieuse en prenant le nom d’Élisabeth. L’interdiction de porter des habits religieux étant levée, elle opte pour l’habit franciscain. Au printemps 1918, juste avant la fin de la guerre, elle rentre à Varsovie en tant que personne consacrée à Dieu.

#### Établissement d'une congrégation
Elle reçoit des autorités ecclésiales, grâce à l’appui de mgr Aleksander Kakowski, la permission de recruter de nouvelles candidates pour sa congrégation des Servantes de la Croix. Le visitateur apostolique de l’époque, mgr Achille Ratti, futur Pie XI, est pleinement informé de son action et lui donne sa bénédiction. Le 1er décembre 1918 est considéré comme la date de fondation de la nouvelle communauté. Le charisme des franciscaines Servantes de la Croix consiste à être au service des aveugles, avoir une activité apostolique et réparer les offenses faites à Dieu, pour cause de « cécité spirituelle du monde ». La nouvelle congrégation est ouverte aux recrues ayant un handicap de la vue.
Après le décès, en 1921, de l’abbé Krawiecki, c’est à l’abbé Władysław Korniłowicz que revient la charge de directeur spirituel. Les premières années d’apostolat du père Korniłowicz sont assez irrégulières. Il doit en effet s’occuper de l’internat pour futurs prêtres, ainsi que préparer ses exposés à l’Université de Lublin, après quoi se rend à Varsovie, puis à Laski. Doté d’une grande ouverture d’esprit et possédant d’innombrables contacts dans tous les milieux, l’abbé Korniłowicz ouvre pour l’œuvre de mère Élisabeth Czacka de nouvelles perspectives. C’est grâce à son initiative que naissent des institutions et centres tels que la Bibliothèque des sciences religieuses, la maison d’édition « Verbum », et un centre pour recollections. Dès 1930, l’abbé Korniłowicz réside à Laski en permanence. C’est autour de sa personne que se rassemble toute une jeune intelligentsia universitaire, formant un groupe de laïcs appelé « Le Cercle ». Une partie de ces jeunes vont rejoindre la nouvelle congrégation de mère Élisabeth ou entrer dans le Tiers ordre franciscain.
Au début, une partie des laïcs de l’Association d’aide aux non-voyants, a du mal à accepter l’option de vie religieuse choisie par Rose. Ils considèrent que le fait de lier de manière aussi décisive l’assistance aux handicapés à l’Église catholique, et donc à une congrégation religieuse, sera un obstacle au développement de l’œuvre. Rien de tel n’est arrivé. Mère Czacka est convaincue qu’une action ayant pour but d’aider les non-voyants dans tous les domaines, demande une participation de religieuses et de laïcs. Parmi ces derniers, un rôle tout particulier revient aux membres du Tiers ordre franciscain, dont la formation spirituelle est assurée par l’abbé Korniłowicz. Selon le dessein de la fondatrice, la congrégation religieuse qui vient de voir le jour, forme l’un des trois volets qui la constitue. Le deuxième étant l’Association d’aide aux non-voyants, qu’elle préside. Le troisième sont les centres d’apostolat dirigés par l’abbé Korniłowicz. Dès 1924, l’ensemble des structures mises en place portent le nom de Triuno, ce qui signifie « trois en un »: les non-voyants, les sœurs et les laïcs. On y retrouve l’idée d’unité dans l’action dans le cadre d’oeuvres caritatives, typhologiques, éducatives et apostoliques.
Les premières assemblées de la congrégation sont approuvées le 2 octobre 1922. Elles mettent en place les aspects juridiques de la congrégation comme entité diocésaine, possédant un seul chœur de religieuses, prononçant une profession religieuse simple.
Le siège de l’Association d’aide aux non-voyants ainsi que celui de la congrégation, se trouvent à Varsovie. À partir de 1922, ils déménagent vers Laski, aux environs de Varsovie. Les établissements éducatifs pour non-voyants y seront successivement déplacés. On va garder dans la capitale le bureau de l’Association, une antenne pour les patronages et une maison de la congrégation.
En 1922, la mère Élisabeth reçoit d’Antoni Daszewski, propriétaire terrien de Laski, quelques arpents de terres. C’est là qu’intervient un des bâtisseurs de Laski et collaborateur de choix de la mèreCzacka : Antoni Marylski, l’un des bâtisseurs de Laski et un collaborateur de choix de la mère Élisabeth. C’est grâce à son dévouement, qu’en septembre 1922, arrivent à Laski les premiers enfants atteints de cécité. C’est cette même année que tous les établissements éducatifs sont déplacés de Varsovie vers de nouveaux locaux: deux écoles primaires et deux écoles professionnelles (féminine et masculine). Laski sont depuis 1923 le siège de la supérieure et où se trouve la maison mère de la congrégation.

### Expansion

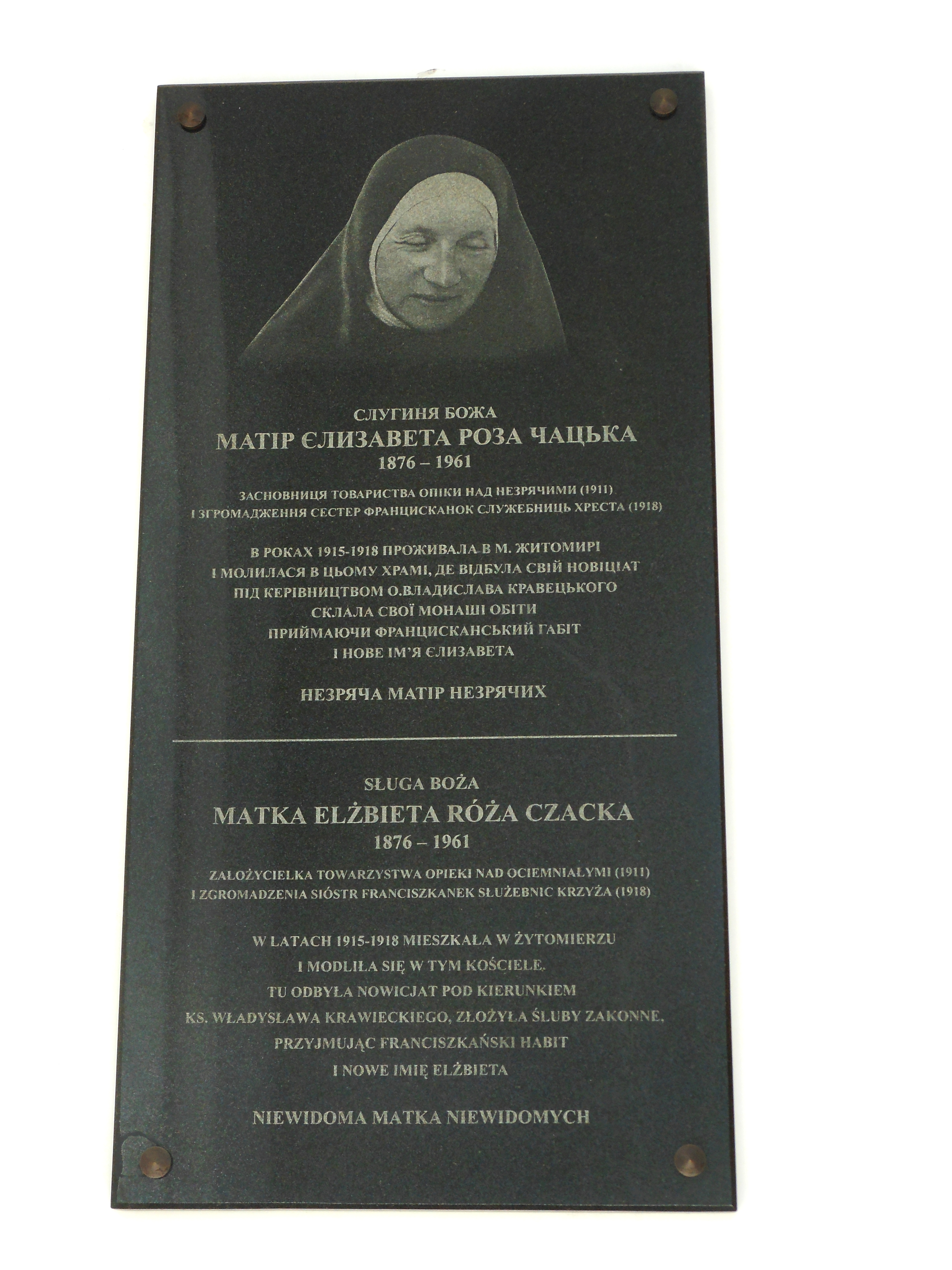
Plaque érigée en l'honneur de M. Elisabeth Czacka

Quelques mois avant l’éclatement de la Seconde Guerre mondiale, l’œuvre de mère Élisabeth Czacka est en pleine croissance. Sous sa direction, l’établissement devient une institution des plus modernes. Les jeunes qui y travaillent reçoivent une éducation scolaire et professionnelle, qui leur permettra d’assumer dans la société une vie financièrement autonome, affermissant le sentiment de dignité personnelle. Le nombre de jeunes et le personnel employé augmentent. En 1928, l’établissement compte 41 élèves non-voyants. Durant l’année scolaire 1938-1939, les établissements de l’Association - à caractère fermé - comptent 230 enfants, jeunes et adultes. Les centres à profil ouvert de Varsovie, Laski, Poznań, Cracovie, Wilno et Chorzów - 437 non-voyants.
Quelques mois avant septembre 1939, les autorités civiles de Varsovie consultent le conseil de gestion de l’Association en vue d’adapter deux plus grands bâtiments scolaires et l’internat comme hôpital, ceci en cas de guerre. Les événements liés à la Seconde guerre mondiale sont un chapitre à part dans l’histoire de Laski. Les élèves et le personnel sont maintes fois évacués, une partie est mobilisée, bon nombre ont pu revenir dans leur foyers. La mère Élisabeth part alors pour Varsovie, accompagnée de quelques sœurs, dans l’un des centres appartenant à l’Association, rue Wolności. Elle laisse à sœur Catherine (Zofia Steinberg), parlant couramment l’allemand, le soin de veiller sur Laski et les sœurs qui y sont restées, afin d’y organiser un hôpital destiné aux blessés lors des combats. Lors du séjour de la mère supérieure dans Varsovie assiégée par les Allemands, une bombe tombe sur le bâtiment où elle habite, la blessant gravement. En octobre, le personnel laïc, les sœurs et les non-voyants commencent à revenir à Laski. Environ 75 % des bâtiments sont détruits. L’hôpital de Laski fonctionnera jusqu’à mi-octobre 1940, comme filiale de l’Hôpital Ujazdowski de Varsovie.

#### Seconde Guerre mondiale
Durant l’année scolaire 1940-1941 l’école maternelle, primaire et la formation professionnelle pour non-voyants sont réactivés. À la demande du Comité social d’entraide, Laski accueille une trentaine d’enfants non handicapés, mais orphelins de guerre. À Laski, l’Armée de l’Intérieur (AK), mène une intense activité clandestine. Beaucoup de personnes trouvent un refuge et du travail dans les établissements de Laski, vu que leurs maisons ou appartements ont été détruits lors des combats dans la capitale. En 1942, à l’invitation de mère Élisabeth Czacka et de l’abbé Władysław Korniłowicz, Laski accueille l’abbé Stefan Wyszyński, futur primat de Pologne. Il est à l’époque membre des formations clandestines de l’Armée de l’Intérieur, en tant qu’aumônier militaire des unités armées de Żoliborz-Kampinos - sous serment militaire. C’est à Laski, que ce dernier est catéchiste et enseigne la doctrine sociale de l’Église aux cadres de l’établissement et au personnel pédagogique.
Toute l’œuvre de mère Élisabeth Czacka se joint activement aux actions sauvant les Juifs qui se cachent. Elle vient aussi en aide aux soldats ayant perdu la vue. Durant l’occupation, la librairie « Verbum » de la rue Moniuszko, reste ouverte et remplit le rôle de boîte aux lettres clandestine pour les soldats de l’AK.
En 1944, les employés de Laski, avec les jeunes non-voyants, soutiennent les insurgés de Varsovie et ceux qui fuient la capitale en feu. À Laski on fabrique des pansements, distribue des repas, organise un hôpital pour les blessés de l’Insurrection de Varsovie.

#### Après guerre
Après la Seconde guerre mondiale, mère Élisabeth Czacka et ses collaborateurs veulent réorganiser l’aspect éducatif et scolaire de l’établissement, incluant les centres de la congrégation à Varsovie et Żułowo. Durant toute la période de la Pologne populaire, l’œuvre de mère Czacka, malgré toutes les difficultés socio-politiques et économiques, continue à réaliser les idéaux éducatifs de sa fondatrice. En 1946, l’Association de soutien aux œuvres pour non-voyants reçoit de l’État polonais en bail, une exploitation agricole près de la commune de Sobieszewo, d’une superficie de soixante-dix hectares. On y organise, auprès des terres agricoles, un centre de repos pour enfants et adultes non-voyants. En 1956, le cardinal Stefan Wyszyński octroie aux franciscaines Servantes de la Croix, l’église Saint Martin, dans la vieille-ville de Varsovie. Dans les années 1950, Zofia Szczuka, lègue à l’œuvre de mère Élisabeth le bâtiment du Lycée pédagogique de la ville de Rabka.
Les sœurs faisant partie du conseil de la congrégation ont toujours soutenu mère Élisabeth dans la gestion administrative de cette entreprise ecclésiale. Des recollectionistes de renom et des aumôniers connus dans toute la Pologne se sont liés d’amitié avec mère Czacka et l’institution de Laski. Mis à part l’abbé Korniłowicz et le cardinal Stefan Wyszyński, primat de Pologne, il faut mentionner des prêtres comme Jan Zieja, Tadeusz Fedorowicz et Bronisław Dembowski. C’est à Laski qu’ont exercé leurs talents d’éminents scientifiques, pédagogues et pionniers de l’éducation spécialisée, dont Maria Grzegorzewska et Wanda Szuman.
À la suite d'une maladie grave, mère Élisabeth Czacka s’est retirée de ses activités en 1950. Après une dizaine d'années en retrait, dans la prière et la discrétion, elle est décédée le 15 mai 1961 à Laski.

## Vénération

### Béatification

#### Enquête sur les vertus
La cause pour sa béatification et canonisation a débuté en 1987 dans le diocèse de Varsovie.
Le 9 octobre 2017 le pape François a autorisé la Congrégation pour les causes des saints à publier le décret reconnaissant les vertus héroïques de Róża Czacka, lui attribuant ainsi le titre de vénérable, première étape avant la béatification.

#### Reconnaissance d'un miracle
Le 29 août 2010, une enfant polonaise de 7 ans subit un important traumatisme crânien, causé par un accident de balançoire. Transportée inconsciente à l'hôpital, elle a de graves lésions craniofaciales. Malgré deux opérations, la jeune fille semble perdue. Sa famille et du personnel hospitalier invoque Mère Czacka. Le 13 septembre 2010, son état se rétablit soudainement, et la fillette peut sortir de l'hôpital sans aucune séquelle deux semaines plus tard.
Une enquête canonique constituée de médecins conclut à aucune explication scientifique pour expliquer cette guérison soudaine et totale. À la suite de ces rapports, le pape François reconnaît comme authentique ce miracle le 27 octobre 2020, et signe le décret de béatification de Mère Czacka.
Róża Czacka a été solennellement proclamée bienheureuse le 12 septembre 2021, lors d'une messe célébrée à Varsovie par le cardinal Marcello Semeraro. Avec elle, le cardinal Stefan Wyszyński a également été élevé aux honneurs des autels.

### Culte
La châsse contenant le corps de la bienheureuse Elisabeth Czacka est exposée à la vénération des fidèles dans la Chapelle des Franciscaines servantes de la Croix à Laski.
Sa fête est le 19 mai. Cette mémoire liturgique est observée par les diocèses polonais.